# Steven Kleynen
Steven Kleynen (Lovanio, 22 dicembre 1977) è un ex ciclista su strada belga.

## Palmarès

### Strada
- 1997 (Dilettanti, una vittoria)

Laar-Landen
- 2000 (Farm Frites, una vittoria)

2ª tappa Ytong Bohemia Tour (Beroun > Beroun)
- 2003 (Vlaanderen-T-Interim, una vittoria)

Classifica generale Circuito Montañés

## Piazzamenti

### Grandi Giri
- Vuelta a España

2000: 54º
2001: 67º
2002: 26º

### Classiche monumento
- Giro delle Fiandre

2003: ritirato
2008: ritirato
- Liegi-Bastogne-Liegi

2000: 37º
2001: 43º
2006: 98º
2007: 115º
2008: ritirato
- Parigi-Roubaix

2000: 49º
- Giro di Lombardia

2000: 52º
2001: ritirato
2002: ritirato

### Competizioni mondiali
- Campionati del mondo

Verona 1999 - In linea Under-23: 9º

### Competizioni europee
- Campionati europei

Lisbona 1999 - In linea Under-23: 11º